# Paraliparis australis
Paraliparis australis är en fiskart som beskrevs av John Dow Fisher Gilchrist 1902. Paraliparis australis ingår i släktet Paraliparis och familjen Liparidae. Inga underarter finns listade i Catalogue of Life.